# قفزة نوعية

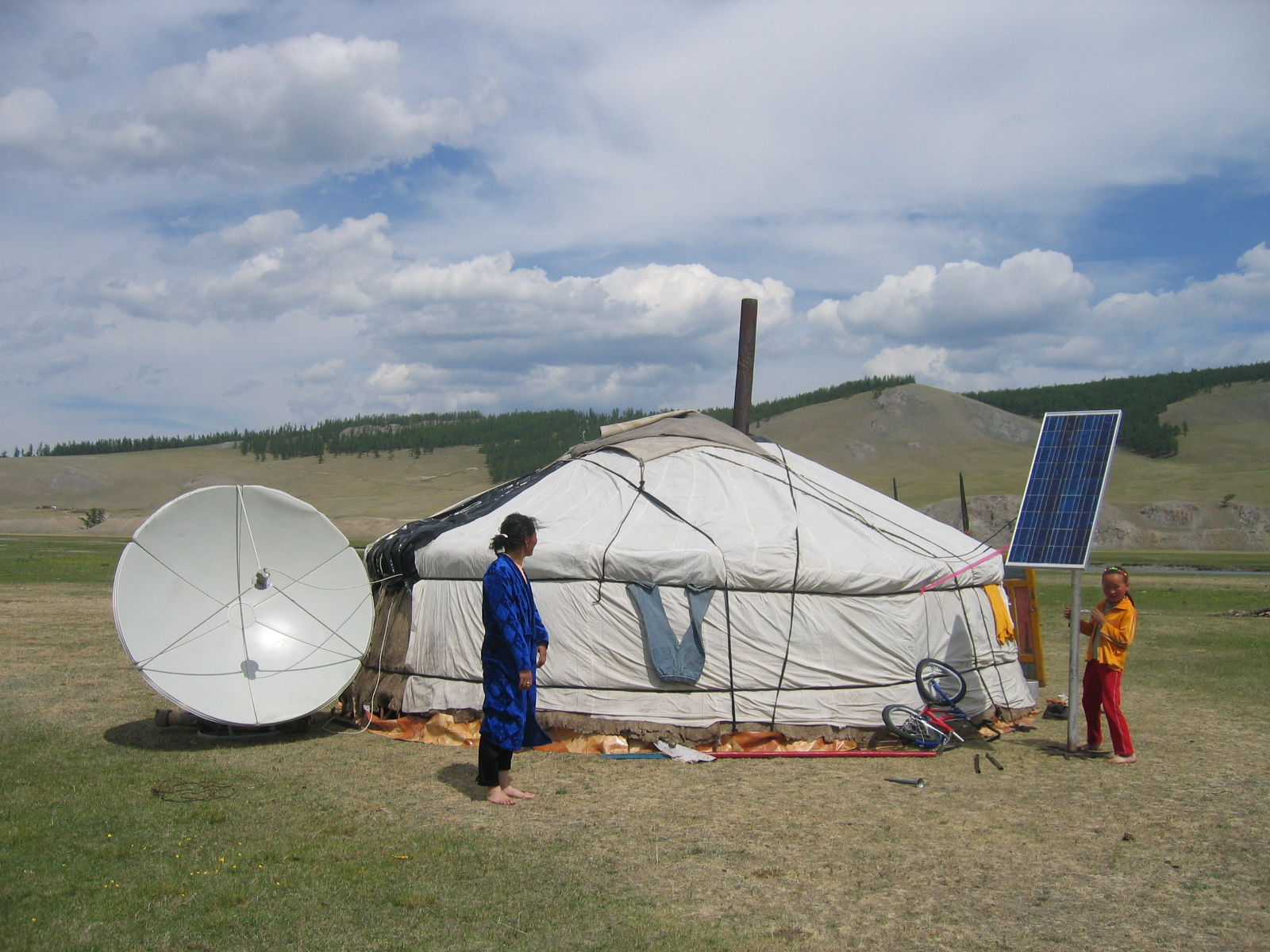

القفزة النوعية (بالإنجليزية: leapfrogging) هي مفهوم يستخدم في العديد من مجالات الاقتصاد والأعمال وقد تم تطويره في الأصل في مجال التنظيم الصناعي والنمو الاقتصادي وهي الفكرة الرئيسية وراء مفهوم القفزة وهي أن الابتكارات الصغيرة والتدريجية تدفع الشركة المهيمنة إلى البقاء في المقدمة ومع ذلك في بعض الأحيان سوف تسمح هذه الابتكارات الجذرية للشركات الجديدة بقفزة إلى الشركة القديمة والمهيمنة التي يمكن أن تحدث هذه الظاهرة للشركات ولكن أيضًا لقيادة البلدان أو المدن التي يمكن لدولة نامية أن تتخطى فيها مراحل المسار الذي سلكته البلدان الصناعية مما يمكّنها من اللحاق بالركب عاجلاً لا سيما من حيث النمو الاقتصادي.

## روابط خارجية
- ICTs and Leapfrogging Development نسخة محفوظة 24 يونيو 2008 على موقع واي باك مشين.
- Digital Divide - Leapfrogging
- Seeking Riches From the Poor